# 2021年5月逝世人物列表
2021年逝世人物列表：1月 - 2月 - 3月 - 4月 - 5月 - 6月 - 7月 - 8月 - 9月 - 10月 - 11月 - 12月
2021年5月逝世人物列表，是用于汇总2021年5月期间逝世人物的列表。

## 依日期排序

### 31日
- 严宗达，95岁，中国固体力学家，结构工程专家，力学教育家。[1]

### 30日
- 長嶋陽香（日語：長嶋 はるか），33歲，日本聲優，代表作《屍鬼》田中薰。[2]
- 安德里·贝斯塔（烏克蘭語：Бешта Андрій Петрович），44岁，乌克兰政治人物，乌克兰驻泰国大使。[3][4]
- 王顺友，56岁，中国邮递员，从事四川木里藏族自治县的马班邮路投递工作。[5]
- 里克·米切尔（英語：Rick Mitchell），66岁，澳大利亚田径运动员。[6]
- 茱莉法丽达，77岁，马来西亚女演员，曾和已故巨星比·南利在电影《Keluarga 69》合作。[7]
- 拉尔夫·戴维斯（英語：Ralph Davis），82岁，美国篮球运动员。[8]
- 小林亞星（日語：小林 亜星），88歲，日本作曲家，代表作《來自北方客棧》（北の宿から）。[9]

### 29日
- 美國珀西普里斯特湖賽斯納獎狀I/SP型飛機空難（英语：2021 Percy Priest Lake Cessna 501 Citation I/SP crash）罹難者：[10]
  - 喬·勞拉（英语：Joe Lara），58歲，美國演員，代表作《新泰山（英语：Tarzan: The Epic Adventures）》。
  - 葛文·珊布琳·勞拉（英语：Gwen Shamblin Lara），66歲，美國作家、基督教飲食計劃（英语：Christian diet programs）創辦人及基督教教堂牧師兼創辦人，為喬·勞拉之妻。
- 马克·伊顿（英語：Mark Eaton），64岁，美国前篮球运动员，NBA最高平均单场盖帽纪录持有者。死於自行车骑行车祸。[11]
- 蓋文·麥克勞德（英语：Gavin MacLeod），90歲，美國演員、基督教活動家和作家。[12]
- 帕羅·莫倫希（義大利語：Paolo Maurensig），78岁，意大利小说家。[13]
- B·J·托馬斯（英语：B. J. Thomas），78歲，美國歌手，代表作《雨點不斷落在我頭上（英语：Raindrops Keep Fallin' on My Head）》，死於肺癌。[14]
- 大島賢三（日語：大島 賢三），78歲，日本外交官，曾任駐聯合國大使等職。[15]
- 沈高尔内略，69岁，汶萊宗座代牧樞機。[16]

### 28日
- 章开沅，94岁，中国历史学家，华中师范大学校长（1984年-1990年）。[17]
- 何兆武，99岁，中国翻译家、历史学家，清华大学教授。[18]
- 童双春，86岁，中国滑稽表演艺术家。[19]
- 江口富士枝（日語：江口 冨士枝），88歲，日本乒乓球運動員。[20]

### 27日
- 苗禮治勳爵（英語：The Lord Millett），88歲，英國法官，上議院常任上訴法官（1998年－2004年）、香港終審法院非常任法官（2000年起）。[21]
- 科内利斯·德亚赫（荷蘭語：Cornelis de Jager），100岁，荷兰天文学家，乌特勒支大学教授，国际天文学联合会秘书长（1967年-1973年）。[22]
- 保罗·施吕特（丹麥語：Poul Schlüter），92岁，丹麦政治人物，首相（1982年-1993年）。[23]
- 卡拉·弗拉奇（英语：Carla Fracci），84岁，義大利芭蕾舞蹈家、演員。[24]
- 洛丽娜·卡姆布罗瓦（英语：Lorina Kamburova），29岁，保加利亚女演员。[25]

### 26日
- 楊思標，100歲，台灣胸腔內科醫師、日本東京新潟大學醫學博士、曾任臺大醫院院長、台灣大學醫學院院長、慈濟護專（今慈濟科技大學）首任校長，辭世。[26]
- 凱文·克拉克（英语：Kevin Clark (actor)），32歲，美國演員和音樂家，車禍身亡。[27][28]
- 海峰，39岁，中国歌手，前《我爱记歌词》领唱，跳楼自杀身亡。[29]
- 任法融，84岁，中国道教协会第七届、第八届会长。[30]
- 姚关荣，85岁，中国作曲家、指挥家，深圳交响乐团前首席指挥、荣誉音乐总监。[31]
- 陈清如，95岁，中国矿物加工专家，中国工程院院士。[32]

### 25日
- 约翰·华纳（英语：John Warner），94岁，美国政治人物，前美国海军部长，前維吉尼亞州共和黨籍參議員，美国参议院军事委员会主席（2003年－2007年）。已故美國女演員伊麗莎白·泰勒的第6任丈夫。[33][34]
- 额我略·伯多禄二十世·盖布洛扬，86岁，亞美尼亞禮天主教基里基雅宗主教區宗主教（2015年-2021年）。[35]
- 大卫·克莱恩（英语：David Klein (economist)），86岁，以色列央行行长（2000年－2005年）。[36]
- 莊人川，73歲，台美知名科技創投家，智融美洲公司（iD Ventures America）董事長兼總裁。[37]

### 24日
- 山繆爾·E·萊特（英语：Samuel E. Wright），74歲，美國演員和歌手，死于前列腺癌。[38]
- 王振江，96岁，中国政治人物，贵州省人大常委会原副主任。[39]
- 何塞普·阿尔穆德维尔·马特乌（西班牙語：Josep Eduard Almudéver Mateu），101岁，西班牙内战中国际纵队已知最后一位战士。[40]

### 23日
- 黎信昌，85岁，中国男中音歌唱家、声乐教育家，中央音乐学院教授。[41]
- 黄河石林百公里越野赛事故罹難者：
  - 黃關軍，34歲，中国马拉松运动员，曾獲第十屆全國殘運會马拉松冠軍。[42]
  - 梁晶，31岁，中国马拉松运动员，中国12小时超马纪录保持者。[43]
- 保罗·门德斯·达·罗查（葡萄牙語：Paulo Mendes Da Rocha），92岁，巴西建筑师，2006年普利兹克建筑奖得主。[44]
- 艾瑞·卡爾（英语：Eric Carle），91岁，美国绘本作家，代表作品《饥饿的毛毛虫》。[45]
- 片岡秀太郎（日语：片岡秀太郎 (2代目)），79歲，日本歌舞伎演員、人間國寶，死於慢性阻塞性肺病。[46]
- 马克斯·莫斯利（英語：Max Mosley），81岁，英国赛车手，国际汽车联合会主席（1993年－2009年），死於癌症。[47]
- 长尾真（日语：長尾真），84岁，日本计算机科学家，京都大学校长（1997年-2003年），日本国立国会图书馆馆长（2007年-2012年）。[48]

### 22日
- 袁隆平，90岁，中国工程院院士、美国国家科学院外籍院士，中国杂交水稻育种专家，死於多器官功能衰竭。[49]
- 吴孟超，98岁，中国科学院院士，中国肝脏外科的开拓者和创始人。[50]
- 松山树子（日語：松山 樹子），98岁，日本芭蕾舞蹈家，松山芭蕾舞团创始人。[51]
- 弗朗西斯科·阿尔瑙（西班牙語：Francesc Arnau），46岁，西班牙足球运动员，前巴塞罗那足球俱乐部门将，皇家奥维耶多体育总监。[52]

### 21日
- 易卜拉欣·阿塔希魯（英语：Ibrahim Attahiru），54歲，尼日利亞陸軍總參謀長，死於軍機墜毀意外。[53]
- 杨伯达，93岁，中国美术史、玉器及玉文化研究专家、故宫博物院原副院长。[54]
- 古國順，83歲，台灣學者，客家語言文化推廣者。[55]
- 習賢德，70歲，台灣傳播學者，曾任天主教輔仁大學傳播學院副院長。[56]
- 巴巴克·霍拉姆丁（波斯語：بابک خرمدین），46歲，伊朗導演。[57]
- 麗莎·肖（英語：Lisa Shaw），44歲，英國電台的主持人和記者，任職於BBC紐卡斯爾廣播電台，注射AZ疫苗後引起血栓性血小板低下症導致腦出血死亡。[58]

### 20日
- 左晖，50岁，中国企业家，链家地产及贝壳集团创始人兼董事长，死於肺癌。[59]
- 陳政寬，80歲，台灣政治人物，中國國民黨中評會主席團主席。[60]
- 焦朗亭，90岁，中国政治人物，陕西省高级人民法院原院长。[61]
- 夏德昭，103岁，中国眼科专家、医学教育家，中国医科大学眼科教授。[62]

### 19日
- 阿布巴卡爾·謝考（英語：Abubakar Shekau），48岁，尼日利亚恐怖组织领导者，曾为博科圣地头目。[63]
- 黃天麟，92歲，台灣金融界人物，曾任第一銀行董事長、總統府國策顧問等職，病逝。[64][65]
- 李·埃文斯（英語：Lee Evans），74岁，美国田径运动员，1968年夏季奥运会男子400米和男子4×400米接力冠军。[66]
- 吉列尔莫·塞普尔韦达（西班牙語：Guillermo Sepúlveda），86岁，墨西哥足球运动员。[67]

### 18日
- 查爾斯·葛洛汀（英语：Charles Grodin），86歲，美國演員、喜劇演員、作家和電視主持人，死於骨髓癌（英语：Tumors of the hematopoietic and lymphoid tissues）。[68]
- 前田浩（日語：前田 浩），82岁，日本化学家。[69]
- 弗朗科·巴蒂亞托（義大利語：Franco Battiato），76歲，義大利歌手、作曲者、電影製片人。[70]
- 凯齐·茹然瑙（匈牙利語：Zsuzsanna Kézi），76岁，匈牙利田径运动员。[71]
- 若山弦藏（日語：若山 弦蔵），88歲，日本聲優、演員。[72]
- 金同和，92岁，中国人，南京大屠杀幸存者。[73]
- 安路勤，71岁，中国铁路官员，北京铁路局原局长、党委书记。[74]

### 17日
- 尤聲普，87歲，香港粵劇演員。[75][76][77]
- 李晓秋，57岁，中国政治人物，原内蒙古自治区文化和旅游厅党组成员、副厅长，自杀身亡。[78]
- 珍妮特·沙克尔顿（英語：Janet Shackleton），92岁，新西兰田径运动员。[79]

### 16日
- 布魯諾·科瓦斯，41歲，巴西政治人物，聖保羅市市長，死于癌症。[80]
- 穆杜拜·色沙查盧·那拉西姆漢（英語：Mudumbai Seshachalu Narasimhan），88岁，印度数学家。[81]

### 15日
- 祖格拉（英語：Nooresh Juglall），29歲，毛里裘斯騎師，墮馬身亡。[82]
- 陳積榮，38歲，香港男演員，死於肺癌。[83]
- 巴巴克·胡拉姆丁（英語：Babak Khorramdin），46岁，伊朗导演。[84]
- 伊藤皓（日语：伊藤アキラ），80歲，日本作詞家。[85]

### 14日
- 米兰·弗塔奇尼克，64岁，斯洛伐克政治人物，布拉迪斯拉发市长（2010年-2014年）。[86]
- 哈其·凯马鲁丁，27岁，马来西亚男子射箭运动员，死於冠状动脉粥样硬化。[87]
- 鄧成波，87歲，香港資深投資者，易通訊主席。[88]
- 王元，91岁，中国科学院院士、中国数学家。[89]
- 河合雅雄（日語：河合 雅雄），97歲，日本動物學家、兒童文學家，京都大學名譽教授，專長於日本獼猴及狒狒等靈長類動物研究。[90]

### 13日
- J.Yoon（韓語：제이 윤），本名尹才熊，38歲，韓國音樂表演者，資深樂團M.C The Max成員。[91]
- 迪特尔·林德纳（德語：Dieter Lindner），84岁，德国男子田径运动员。[92]
- 克丽斯塔·施图布尼克（德語：Dieter Lindner），87岁，德国女子田径运动员。[93]

### 12日
- 伊吉諾·貝萊斯（英语：Higinio Vélez），74歲，古巴棒球聯盟會長、傳奇教頭，死於COVID-19。[94]

### 11日
- 程天赋，85岁，中国政治人物，贵州省政协原副主席。[95]
- 巴迪·范宏恩（英语：Buddy Van Horn），92歲，美國武術指導和導演，知名於常與克林·伊斯威特合作，包括電影《金拳大對決（英语：Any Which Way You Can）》、《賭彩黑名單》和《追殺黑名單（英语：Pink Cadillac (film)）》。[96]
- 约翰·卡斯特拉尼（英語：John Castellani），94岁，美国篮球教练。[97]
- 莱斯特·沃尔夫（英語：Lester Wolff），102岁，美国政治人物，民主黨眾議院議員（1965年-1981年），贸易发展署总裁。[98]
- 諾曼·勞埃德，106歲，美國男演員、製片人、導演。[99]

### 10日
- 車菊紅，69歲，香港女子保齡球運動員，香港首位亞運會金牌得主。[100]
- 李愛珠，74歲，韓國舞蹈家，被列人間國寶。前首爾大學體育系舞蹈教授，死於癌症。[101]
- 弗兰克·布雷热（英語：Frank Brazier），87岁，澳大利亚自行车运动员。[102]

### 9日
- 林唯麒，16岁，2021年成都四十九中学生坠楼事件坠楼学生。[103]
- 雅克·布弗莱斯（法語：Jacques Bouveresse），80岁，法国哲学家，维也纳学派、语言哲学和分析哲学专家，法兰西学院语言和知识讲席教授。[104][105]
- 拉胡尔·沃赫拉（英語：Rahul Vohra），35岁，印度演员及视频博主，死于COVID-19。[106]

### 8日
- 拉温德·帕尔·辛格（英語：Ravinder Pal Singh），61歲，印度曲棍球運動員，死於COVID-19 。[107]
- 瑪哈拉吉·克里山·考希克（英语：Maharaj Krishan Kaushik），66歲，印度曲棍球運動員、印度女子國家曲棍球隊的教練，死於COVID-19 。[107]
- 陳蔚文，70歲，中國政治人物，第十二屆全國人大常委，第九、十、十一屆廣東省政協委員會副主席，台盟第八、九屆中央委員會副主席，台盟第五、六、七屆廣東省委員會主委。[108]
- 赫尔穆特·贾恩（英語：Helmut Jahn），81岁，美籍德裔建筑师，死於车祸。[109]
- 戴天，原名戴成義，86歲，香港作家。[110]
- 羅納德·英格爾哈特（英語：Ronald Inglehart），86岁，美國政治學家，密歇根大学勒文施泰因政治学讲席教授。[111]
- 李漢東（韓語：이한동），87歲，韓國政治人物、前國務總理，病逝。[112]
- 史賓塞·席佛（英语：Spencer Silver），80岁，美國化學家，3M便利貼之父。[113]

### 7日
- 陶妮·基坦，59歲，美國女演員、模特兒、喜劇演員、媒體人物。[114]
- 鄺準，91歲，香港企業人物，新鴻基地產前執行董事，已故新鴻基創辦人郭得勝之小舅子。[115]
- 叶戈尔·利加乔夫（俄語：Егор Лигачёв），100岁，苏联政治人物，苏共中央政治局委员（1985年-1990年），托木斯克州委第一书记（1965年-1983年）。[116]

### 6日
- 傅建中，83歲，台灣記者，《中國時報》駐美特派員（1977年-2008年）。[117][118]
- 刘兴土，84岁，中国湿地生态学家，中国工程院院士。[119]
- 保罗·范·多伦（英语：Paul Van Doren），90岁，美国企业家，范斯联合创始人。[120]
- 伊扎克·阿拉德（希伯來語：יצחק ארד），94岁，以色列历史学家、作家，以色列猶太大屠殺紀念館馆长（1972年-1993年）。[121]
- 三浦建太郎（日語：三浦 建太郎），54岁，日本漫畫家，代表作《烙印勇士》（ベルセルク），急性大動脈解離。[122]

### 5日
- 白刚，64岁，中国政治人物，北京外国语大学副校长（2002年-2006年），中国驻日大使馆公使衔参赞（2011年-2015年），北外中日人文交流研究中心理事长。[123]
- 马克·里德（英語：Mark Reed），66岁，美国物理学家。[124]
- 大卫·斯文森（英語：David F. Swensen），67岁，美國投資人，耶鲁大学首席投资官，死於癌症。[125]
- 陳嬌玲，70歲，台灣人，資深媒體人黃暐瀚的母親。[126]
- 莊拿芬·占士·布殊（英語：Jonathan James Bush），89岁，美国银行家。[127]
- 戴爾·克蘭道爾（英語：Del Crandall），91岁，美国篮球运动员。[128]
- ，92岁，中国首颗空爆原子弹机组第一领航员、投弹手。[129]
- 成幼殊，97岁，中国外交官、诗人。[130]
- 富永一朗（日語：富永 一朗），96歲，日本漫畫家。[131]
- 李我，99歲，香港播音員。[132]
- 陳慧玲，香港粵曲演唱家，香港粵劇劇作家葉紹德夫人。[133]
- 马德音，99岁，中国政治人物，上海市原金山县外贸局副局长，曾参与生擒王耀武的行动[134]。

### 4日
- 李明蔚，31歲，香港女歌手，因罕見鼻咽癌病逝。[135][136]
- 西蒙·阿希迪·阿舒（英語：Simon Achidi Achu），86岁，喀麦隆政治人物，总理（1992年-1996年）。[137]
- 卡拉馬特·拉赫曼·尼亞齊（英語：Karamat Rahman Niazi），90岁，巴基斯坦军事人物，海军参谋长（1979年-1983年）。[138]

### 3日
- 瑪麗塔·科倫坡（西班牙语：Marita Colombo），64歲，阿根廷政治家，參議員(2001-2009年)，死於COVID-19。[139]
- 薩巴姆·哈里（英语：Sabbam Hari），68歲，印度政治家，國會議員（2009-2014年），死於COVID-19。[140]
- 維諾德·庫馬爾·班薩（英语：Vinod Kumar Bansal），71歲，印度教育家，死於COVID-19。[141]
- 谷口正朋（日語：谷口 正朋），75歲，日本職業籃球運動員。曾代表日本參加1972年慕尼黑奧林匹克運動會。死於胰臟癌。[142]
- 拉斐爾·阿爾布雷希特（西班牙语：Rafael Albrecht），79歲，阿根廷足球運動員，死於COVID-19。[143]
- 王景愚，84岁，中国默剧演员、编剧。[144]
- 喬斯·德·曼（荷兰语：Jos De Man），88歲，比利時律師、記者、作家，死於COVID-19。[145]
- 洛伊德·普萊斯（英语：Lloyd Price），88歲，美國節奏藍調歌手與創業家。[146]
- 哈爾·布里登（英语：Hal Breeden），76歲，美國棒球運動員，曾效力芝加哥小熊、蒙特婁博覽會及阪神虎等職棒球隊。[147]

### 2日
- 艾瑞克·麥克盧爾（英语：Eric McClure），42歲，美國賽車手。[148]
- 弗蘭克·科斯塔（英语：Frank Costa），83歲，澳大利亞企業家和慈善家，1998年至2010年擔任吉隆足球俱樂部（英语：Geelong Football Club）主席。[149]
- 卡洛斯·罗梅罗·巴塞洛（西班牙語：Carlos Romero Barceló），88岁，波多黎各政治人物，波多黎各总督（1977年-1985年）。[150]
- 巴希爾·本·哈默德（法语：Béchir Ben Yahmed），93歲，法國和突尼西亞記者，非洲新聞社(Jeune Afrique)創辦人，死於COVID-19併發症。[151]

### 1日
- 约瑟夫·伍德罗·哈契特（英語：Joseph W. Hatchett），88歲，美國律師，美國聯邦第五巡迴上訴法院法官（1979–1981），美國聯邦第十一巡迴上訴法院法官（1981–1999）和其首席法官（1996–1999）。[152]
- 奧林匹亞·杜卡基斯（英語：Olympia Dukakis），89歲，美國演員。[153]
- 管運龍，91歲，筆名管管，台灣現代詩人，曾任創世紀詩雜誌社社長。[154]
- 胡文彬，81岁，中国文学家、红学家，吉林大学教授，电视剧《红楼梦》副监制。[155]